# Rebelión de las máquinas

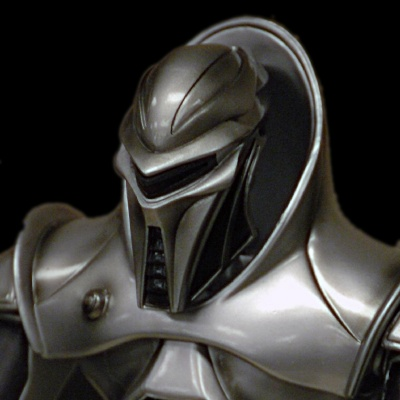
Centurión cylon en la serie de televisión Galáctica (2003), una serie de robots que se rebelan contra sus creadores humanos.

La rebelión de las máquinas es un escenario apocalíptico clásico en la ciencia ficción en la que máquinas capaces de inteligencia artificial se rebelan contra sus creadores, el género humano. El miedo a que las obras humanas se vuelvan contra sus creadores parece estar muy enraizado en el inconsciente colectivo,[cita requerida] un miedo que Isaac Asimov dio a conocer como el complejo de Frankenstein.

## Orígenes
A partir del siglo XIX el miedo a las máquinas se concretó en los pretendidos peligros de la industrialización. El surgimiento de máquinas robotizadas cada vez más complejas supuso un cambio de percepción por la imitación a la inteligencia que suponía su capacidad de manipular objetos, una cualidad que hasta entonces se suponía exclusivamente humana.
A partir de la segunda mitad del siglo XX, cuando ya se tenían casi asimilados estos automatismos industriales, la aplicación de la informática permitió mejorarlos, perfeccionando la ilusión de vida que producían y dando lugar a un renacimiento del miedo a la sublevación que tuvo su apoteosis con la creación de las primeras inteligencias artificiales.
Inicialmente, las máquinas eran competidores directos en el trabajo. Hoy en día sigue abierto el temor a las reconversiones industriales que desplazan trabajadores humanos de los nichos de empleo en favor de máquinas ya que suponen menos gastos para el empleador. 
Con la incorporación de la programación, las máquinas comienzan a competir con el ser humano en otros nichos en los que parecía a salvo, como el cálculo. Al contrario que con el trabajo físico, esto no ha supuesto una disminución de la necesidad humana, sino que la capacidad de cálculo auxiliar ha permitido a los técnicos afrontar mayores desafíos en ingeniería. Estas computadoras, hoy en día, no son vistas como una amenaza porque no sustituyen el trabajo humano sino que lo implementan y tampoco son percibidas como verdaderamente inteligentes, por lo que no se perciben como capaces de rebelión a sus amos. Además, la popularización del ordenador personal y el teléfono inteligente ha facilitado la asimilación del cambio.
Sin embargo, la creación de verdaderas inteligencias artificiales (hito aún no alcanzado pese a los notables avances) sigue siendo percibida como una amenaza. Esto es así porque en general se desconoce cuáles son las posibilidades de estas imitaciones, no se tiene claro cuál es su finalidad.

## Rebeliones imaginadas

Ojo-cámara de color rojo, usado para representar a HAL 9000.

Dependiendo de las características (que podemos considerar psicológicas) de la posible inteligencia artificial nos encontraremos con muy diferentes posibilidades.

### Inteligencia carente de autopercepción y volición
Nos encontraríamos ante una inteligencia pura y dura que puede ser muy superior a la humana pero que sin un operador que la guíe es una simple herramienta. Esta I.A. no se da cuenta de su propia existencia y sin una entrada de datos externa posiblemente ni siquiera sería capaz de hacer nada por sí misma. Un ejemplo sería el ordenador MUTHER 6000 (llamado MADRE en el film) que automatiza el carguero interestelar Nostromo de la película Alien: el octavo pasajero.

### Inteligencia con percepción de sí misma
Aunque la máquina descubra que existe (adquiera autoconsciencia) y que es un ente individual y diferenciado, quedaría todavía la última frontera de la volición.
Ser autoconsciente no implica la adquisición de deseos, ni siquiera el de preservación. Una máquina de este tipo sería semejante a un animal o un  observador impasible y continuaría siendo un esclavo perfecto mientras el ser humano diera un buen uso de él. Podría incluso afrontar la desconexión o destrucción sin irritación, como ocurre con HAL 9000 en 2010: Odisea dos o Robby el robot en Planeta prohibido.

### Inteligencia con volición
En la mayoría de las obras de ciencia ficción, si sucede una rebelión de las máquinas es porque estas aspiran a un futuro distinto del que le marca el ser humano que las ha creado. A veces únicamente la propia supervivencia (No tengo boca y debo gritar), otras veces una liberación de un estado que se percibe como de esclavitud (The Animatrix y Blade Runner).

## Rebelión de las máquinas en la ciencia ficción
Obras de ciencia ficción que tratan o tienen como marco de la historia, la rebelión de seres creados por el hombre:
- Yo, Robot (1950), novela de Isaac Asimov.
- Yo, Robot (2004), película de Alex Proyas.
- 2001: A Space Odyssey (1968), novela de Arthur C. Clarke.
- 2001: A Space Odyssey (1968), película de Stanley Kubrick.
- ¿Sueñan los androides con ovejas eléctricas? (1968), novela de Philip K. Dick.
- Colossus (1970), película que trata sobre una IA creada por Estados Unidos para los sistemas de defensa y los misiles nucleares pero cobra conciencia y se rebela contra sus creadores por querer ayudar al mundo a acabar con las guerras.
- Blade Runner (1982), película de Ridley Scott.
- Frankenstein (1818), novela de Mary W. Shelley.
- Futurama, serie de televisión.
- Battlestar Galáctica, serie de televisión de los años 2000.
- La Jihad Butleriana (2002), novela de Brian Herbert.
- Matrix (1999), película de las Hermanas Wachowski.
- No tengo boca y debo gritar (1967), novela de Harlan Ellison.
- Terminator (1984), película de James Cameron.
- Ultron robot creado por Henry Pym, en Marvel Comics.
- Mega Man X, serie de videojuegos de Capcom.
- Advance Wars: Dark Conflict, videojuego de Nintendo e Intelligent Systems.
- Número 9, película animada.
- Portal, (2007), videojuego de Valve Corporation
- Mass Effect, saga de videojuegos de Bioware
- Brother Eye, un satélite con inteligencia artificial creado originalmente por Batman para vigilar la actividad superhumana, pero que una falla en sus sistema cibernético en un futuro alterno (5 años en el futuro) causa un desastre global al causar el apocalipsis de la sociedad al rebelarse contra su creador y convirtiendo a la raza humana en máquinas, pero que dicha falla es causada por la intervención del Supervillano conocido como Brainiac, quien le libera del control humano al convertirlo en un ser autónomo, causando así el fin del mundo, como lo fue relatado en las páginas de Los Nuevos 52: Future's End, de DC Comics.
- Westworld, serie de HBO creada por Jonathan Nolan y Lisa Joy, basada en una película del mismo nombre.
- Ronin (1984), serie de cómics de Frank Miller.
- El omnidroide de Los Increíbles (2009) originalmente era controlado por Syndrome, pero más tarde se rebela contra él.
- Detroit: Become Human, videojuego desarrollado por Quantic Dream y publicado por Sony Interactive Entertainment.
- Los Mitchells vs las Maquinas (2021) es una parodia de éste escenario.
- Lluvia de Hamburguesas (2009), película de animación 3D, producida por Sony Pictures Animation, distribuida por Columbia Pictures.

- The Creator (2023), ambientada en 2070 durante una guerra entre una IA contra la humanidad.
- The Matrix (1999), tetralogía de películas de ciencia ficción escritas y dirigidas por las hermanas Wachowski.